# LIHKG吉祥物

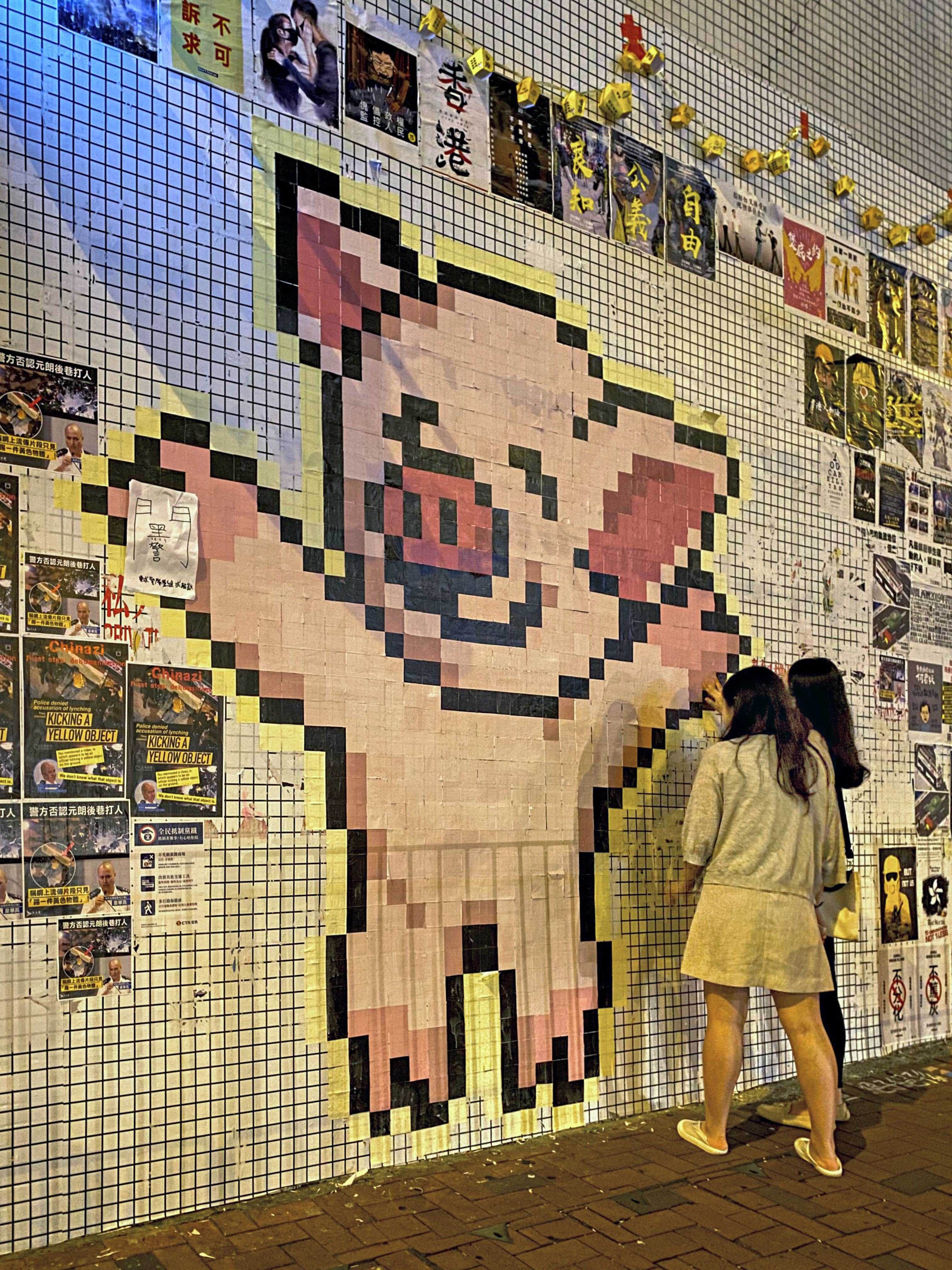
連儂牆上用報事貼拼出的連登豬

香港LIHKG討論區（俗稱「連登」）上有多種動物卡通造型的表情符號，被視為是該網站的吉祥物，當中以「連登豬」和「連登狗」最具代表性。本條目敘述此一系列表情包的由來及對香港網絡及社會文化的影響。

## 由來
此一系列的表情包本來是LIHKG為慶祝農曆新年而推出，以十二生肖為形象，首個推出的系列是2018年（戊戌年）的狗年表情包，形象為一隻褐色的卡通柴犬，被網民稱作連登狗（英語：LIHKG Dog），簡稱連狗。次年（2019年，己亥年），該網站推出豬年表情符號系列，被稱為連登豬，簡稱連豬。之後該網站每年農曆新年都會推出該年生肖的表情，截至2025年已有鼠、牛、虎、兔、龍、蛇年系列。換言之到了2029年（雞年），整套生肖系列表情將會發佈完畢。另外該網站亦有不屬於十二生肖的貓表情。

## 其他用途
在2019年反修例运动时期，連登豬和連登狗會於不同社會運動物件中出現，包括衣服、作「連儂牆」的文宣物品 等。
另外坊间也出现了不少有關连登猪的二次创作文宣，例如有网民以连登猪公仔设计「米猪连」贴纸标签，用來认证「黄店」，從而吸引反修例民眾光顧 。 
2020年9月，油尖旺区议会通过在节日灯饰上加入连登猪的方案，但遭民政署反對，结果要修改設計。